# カクチケル族
カクチケル族（カクチケルぞく、Kaqchikel）は、マヤ人に属する民族で、グアテマラ高地のチマルテナンゴ県、ソロラ県、サカテペケス県、グアテマラ県などに住む。マヤ語族に属するカクチケル語を話す。

## 分布
2011年の統計によると、カクチケルはグアテマラ全人口の7.8パーセントを占め、グアテマラのマヤ諸民族のうちではキチェ族とケクチ族に次いで多い。キチェ族の南、アティトラン湖の北に分布し、チマルテナンゴ県では人口の76パーセント、ソロラ県では50パーセント、サカテペケス県では34パーセント、グアテマラ県では9パーセントを占める。

## 文化
カクチケルの地には16世紀以来グアテマラの中心地であるシウダー・ビエハ、アンティグア・グアテマラ、グアテマラシティなどの都市が作られたため、他のマヤ族よりも西洋化が進み、マヤの伝統を失う度合が大きかった。それでも焼畑農業や手織りの織物などの伝統は残った。
ラテン文字を使ってカクチケル語で書かれた『カクチケル年代記』はカクチケルの伝説と歴史を記した文献として、キチェ語で書かれた『ポポル・ヴフ』と並ぶ重要性を持つ。

## 歴史
スペイン人の到来以前、カクチケルはイシムチェを中心とする西部の勢力と、ミシュコ・ビエホを中心とする東部のチャホマ人の勢力があった。考古学的にカクチケルは後古典期後期になってこの地に移住してきたと考えられている。『カクチケル年代記』にもカクチケルの先祖が伝説的なトゥランからやってきたと伝えているが、これがどの程度史実を反映しているかは不明である。
15世紀なかばにキチェはカクチケルを含む周辺諸民族を従属させたが、1470年ごろにカクチケルはキチェから独立し、イシムチェに都を築いた。
1524年にペドロ・デ・アルバラードの率いるスペイン軍とトラスカラ軍の同盟軍がやってくると、イシムチェのカクチケルは彼らがキチェ族とツトゥヒル族を征服するのに協力した。一方、東部のミシュコ・ビエホの勢力は1525年にアルバラードと戦った後に投降した。
1524年7月、アルバラードはイシムチェにグアテマラの最初の首都を建てた。しかしアルバラードが黄金と女を強要したため、カクチケルはスペイン人から離れた。5年間に渡る反乱を起こしたが、最終的に鎮圧された。
キリスト教に改宗させるためにスペイン人はテクパン、コマラパ、チマルテナンゴ、ソロラなどの新しい町を築き、カクチケルをそれらの町に集中的に住ませた。
スペインからの独立後、カクチケルを含む先住民は常に差別の対象であった。1976年のグアテマラ地震でチマルテナンゴ県は大きな被害を受けた。20世紀後半のグアテマラ内戦ではカクチケルを含む先住民が多数虐殺されたが、それでも他の民族に比べるとカクチケルは被害が少なかった。

## 著名な人物
- ロサリーナ・トゥユク（英語版） - 人権活動家。